# Everything Is Everything (album de Donny Hathaway)
Albums de Donny Hathaway
Donny Hathaway
(1971)
Everything Is Everything est le premier album studio de l'artiste américain soul Donny Hathaway, sorti le 1er juillet 1970 sur Atco, filiale de Atlantic Records. 
L’album est la première parution de Donny Hathaway après avoir été signé par Atlantic en 1969. Donny Hathaway s'était déjà construit une réputation très tôt dans sa vie, comme chanteur de gospel alors qu'il était encore enfant, sous le nom de « Donny Pitts ».  Élevée à Saint-Louis, influencée par la religion, sa grand-mère, Martha Crumwell, était elle-même une chanteuse de gospel accomplie et une guitariste.  Après avoir quitté l’université Howard en 1967, Hathaway s’est installé à Chicago, sa ville natale, et a commencé à travailler sur la musique pour le label Curtom de Curtis Mayfield, où il agissait comme auteur-compositeur, producteur, arrangeur, compositeur, directeur musical et musicien de studio. 
Everything Is Everything a été produit par Donny Hathaway et Ric Powell, qui joue lui-même de la batterie et des percussions sur l'album; Hathaway a écrit ou co-écrit cinq des neuf chansons de l'album. Donny Hathaway avait rencontré Powell à l’Université Howard, ainsi que le futur chanteur de The Impressions, Leroy Hutson, qui avait conjointement écrit la chanson à succès qui finirait par figurer sur l’album, The Ghetto. La piste était principalement instrumentale, à l'exception des ad-libs vocaux de Hathaway et de son chant sur le refrain. Hathaway et Hutson ont composé une autre chanson à dimension sociale pour l'album, intitulée Tryin 'Times.  
Le reste des chansons se divise entre des reprises (I Believe to My Soul de Ray Charles et To Be Young, Gifted and Black de Nina Simone ), des thèmes spirituels (Thank You Master for My Soul) et des chansons d'amour (Je Vous Aime (I Love You)). 
Sorti en juillet 1970, l’album culmine à la 73ème place du classement Billboard Top 200 Albums et à la 33ème place du classement Billboard R & B Albums . 
Les critiques ont depuis qualifié le premier album de Hathaway comme son meilleur album.  Joel Dorn a écrit que l’album était le meilleur de l’artiste et qu’il « possédait une certaine innocence. Après, c’était un génie, mais à ce moment-là, c’était juste un autre type qui essayait  » Il resterait l’un des quatre albums studio solo, y compris la bande originale de Come Back, Charleston Blue, que Hathaway avait publiée de son vivant.

## Liste des pistes

### Face 1
1. Voices Inside (Everything Is Everything) (Richard Evans, Ric Powell, Phil Upchurch) – 3:28 - 'especially dedicated  to Herb Kent of WVON' - according to Ric Powell
2. Je Vous Aime (I Love You) (Donny Hathaway, Leroy Hutson, Edward Kennedy) – 3:31 - 'dedicated to Mrs. Eulaulah Hathaway, Donny's wife and the background voice in addition to the three parts that Donny sang himself to create the background voices'
3. I Believe to My Soul (Ray Charles) – 3:51
4. Misty (Johnny Burke, Erroll Garner) – 3:38
5. Sugar Lee (Hathaway, Powell) – 4:05
6. Tryin' Times (Hathaway, Hutson) – 3:15 - ' a message song already recorded by both Roberta Flack and "Pops" Staples

### Face 2
1. Thank You Master (For My Soul) (Hathaway) – 5:50
2. The Ghetto (Hathaway, Hutson) – 6:50
3. To Be Young, Gifted and Black (Weldon Irvine, Nina Simone) – 6:43 ' to the proud and defiant lyrics of Nina Simone's  tribute  to Lorraine Hansberry, Donny has added a new message - a lament for the many young, gifted and blacks who are trapped by lack of opportunity'- Ric Powell

Bonus track sur réédition CD
1. A Dream (Robert Ayers, Hathaway) - 4:14

## Personnel
- Donny Hathaway - voix principale (toutes les pistes), chœurs (pistes 1-8), pianos (y compris électrique) (toutes les pistes), orgue (piste 9), basse additionnelle (8), clavier basse (9), arrangeur, direction musicale
- Master Henry Gibson - conga (piste 8)
- King Curtis - guitare (piste 3)
- Phil Upchurch - guitare basse (3-4, 6-7), guitare (1-4, 6-8)
- John Littlejohn - guitare, chant
- John Avant - trombone
- Johnny Board - saxophone ténor
- Lenard Druss - saxophone ténor
- Oscar Brashear - trompette
- Clifford P. Davis - saxophone alto
- Aaron Dodd - tuba
- Morris Ellis - trombone
- Marshall Hawkins - contrebasse (titres 5, 8)
- Willie Henderson - saxophone baryton
- John Howell - trompette
- Morris Jennings - batterie (titres 1-4, 6-8)
- Robert A. Lewis - trompette
- Cyril Touff - trompette basse
- John Lounsberry - cor d'harmonie
- Ethel Merker - cor d'harmonie
- Paul A. Teryett - cor d'harmonie
- Don Myrick - saxophone alto
- Ric Powell - batterie (piste 5), percussions (1-4, 6-8)
- Louis Satterfield - basse (pistes 1-3)
- The Vashonettes - chœurs (plage 9)

Production et conception
- Murray Allen, Roger Anfinsen - ingénieur du son
- Haig Adishian - design de la couverture
- Jim Taylor - photographie de couverture

« Donny Hathaway et Atco Records tiennent à remercier Dave Franklin et Eleanor Steele pour leur aide gracieuse dans la préparation de cet album » 